# Келей
Келей (на старогръцки: Κελεός, Keleos, Celeus) в древногръцката митология е първият цар на Елевзина в Атика, в чиято къща идва Деметра, когато търси Персефона.
Той е съпруг на Метанира и баща на Демофонт, Триптолем и Абант и на четири дъщери Калидика, Клеисидика, Демо и Калитое.
Когато Деметра, преоблечена като стара жена, търси отвлечената си от Хадес дъщеря Персефона идва в Елевзина и сяда под едно маслинено дърво до Антион, девическия извор. Там я откриват четирите му дъщери и я питат откъде е. Деметра им отговорила, че се казва Досо и че е ограбена от пирати и избягала от тях.
Тогава дъщерите на Келей я поканват в дома на баща им, където Метанира я посрещнала гостоприемно. Деметра нищо не искала да яде и пие и била много тъжна. Слугинята Ямба се опитвала да я разсмее. Предложеното вино тя отказала, но поискала да пие ечемичния Кикеон. Богинята поела гледането на новородения Демофонт. Тя намазала малкия с амброзия, от което той растял чудесно и приличал повече на бог, отколкото на човек. Когато го поставя в огъня, за да го направи безсмъртен, тя е изненадана от Метанира, която се развикала изплашено, понеже мислела, че старицата иска да изгори сина ѝ. Деметра се ядосала и отдръпнала момченцето от огъня, поради което то си останало човек. Тогава Деметра се показала в истинския си вид и поискала да ѝ построят храм в Елевзина, което е и изпълнено.
Когато Деметра подарява Елевзинските мистерии цар Келей става първият висш свещеник.
В омирския химн Триптолем не е син на Келей, а един от князете на Елевзия. Според Памф имената на дъщерите са Диогенея, Памеропа и Саисара.